# Kaze ni fukarete mo
„Kaze ni fukarete mo” (jap. 風に吹かれても) – piąty singel japońskiego zespołu Keyakizaka46, wydany w Japonii 25 października 2017 roku przez Sony Records.
Singel został wydany w pięciu edycjach: regularnej (CD) i czterech CD+DVD (Type-A, Type-B, Type-C, Type-D). Osiągnął 1 pozycję w rankingu Oricon i pozostał na liście przez 133 tygodnie. Zdobył status potrójnej platynowej płyty.

## Lista utworów
Wszystkie utwory zostały napisane przez Yasushiego Akimoto.

### Type-A
| CD | CD                                                                                  | CD               | CD               | CD      |
| Nr | Tytuł utworu                                                                        | Kompozycja       | Aranżacja        | Długość |
| -- | ----------------------------------------------------------------------------------- | ---------------- | ---------------- | ------- |
| 1. | „Kaze ni fukarete mo” (jap. 風に吹かれても)                                         | Satori Shiraishi | Satori Shiraishi | 3:41    |
| 2. | „Soredemo aruiteru” (jap. それでも歩いてる) (wyk. Hiragana Keyaki)                  | Kuniaki Saitō    | Kuniaki Saitō    | 4:11    |
| 3. | „Kekkyoku, jā ne shika ienai” (jap. 結局、じゃあねしか言えない) (wyk. Goninbayashi) | Hiroyuki Himeno  | Hiroyuki Himeno  | 4:40    |
| 4. | „Kaze ni fukarete mo” (jap. 風に吹かれても) (off vocal ver.)                        | Satori Shiraishi | Satori Shiraishi | 3:41    |
| 5. | „Soredemo aruiteru” (jap. それでも歩いてる) (off vocal ver.)                        | Kuniaki Saitō    | Kuniaki Saitō    | 4:11    |
| 6. | „Kekkyoku, jā ne shika ienai” (jap. 結局、じゃあねしか言えない) (off vocal ver.)    | Hiroyuki Himeno  | Hiroyuki Himeno  | 4:40    |

| DVD | DVD | DVD     |
| Nr  | Tytuł utworu | Długość |
| --- | --- | ------- |
| 1.  | „Kaze ni fukarete mo” (jap. 風に吹かれても) (music video) | 4:08    |
| 2.  | „Getsuyōbi no asa, Skirt o kira reta” (jap.月曜日の朝、スカートを切られた) (music video) | 4:01    |
| 3.  | „Group hatten kigan no tabi ~Tochigi-hen~” (jap. グループ発展祈願の旅 〜栃木編〜) (Nagasawa Nanako, Moriya Akane, Yonetani Nanami, Watanabe Rika, Watanabe Risa, Kageyama Yuka, Katō Shiho, Sasaki Kumi) | 40:58   |

### Type-B
| CD | CD                                                                 | CD               | CD               | CD      |
| Nr | Tytuł utworu                                                       | Kompozycja       | Aranżacja        | Długość |
| -- | ------------------------------------------------------------------ | ---------------- | ---------------- | ------- |
| 1. | „Kaze ni fukarete mo” (jap. 風に吹かれても)                        | Satori Shiraishi | Satori Shiraishi | 3:41    |
| 2. | „Soredemo aruiteru” (jap. それでも歩いてる) (wyk. Hiragana Keyaki) | Kuniaki Saitō    | Kuniaki Saitō    | 4:11    |
| 3. | „NO WAR in the future” (wyk. Hiragana Keyaki)                      | Tadashi Tsukida  | Tadashi Tsukida  | 4:34    |
| 4. | „Kaze ni fukarete mo” (jap. 風に吹かれても) (off vocal ver.)       | Satori Shiraishi | Satori Shiraishi | 3:41    |
| 5. | „Soredemo aruiteru” (jap. それでも歩いてる) (off vocal ver.)       | Kuniaki Saitō    | Kuniaki Saitō    | 4:11    |
| 6. | „NO WAR in the future” (off vocal ver.)                            | Tadashi Tsukida  | Tadashi Tsukida  | 4:34    |

| DVD | DVD | DVD     |
| Nr  | Tytuł utworu | Długość |
| --- | --- | ------- |
| 1.  | „Kaze ni fukarete mo” (jap. 風に吹かれても) (music video) | 4:08    |
| 2.  | „Soredemo aruiteru” (jap. それでも歩いてる) (music video) | 4:38    |
| 3.  | „Group hatten kigan no tabi ~Gunma-hen~” (jap. グループ発展祈願の旅 〜群馬編〜) (Ishimori Nijika, Koike Minami, Sugai Yūka, Habu Mizuho, Nagahama Neru, Saitō Kyōko, Takamoto Ayaka) | 38:25   |

### Type-C
| CD | CD                                                                 | CD               | CD                   | CD      |
| Nr | Tytuł utworu                                                       | Kompozycja       | Aranżacja            | Długość |
| -- | ------------------------------------------------------------------ | ---------------- | -------------------- | ------- |
| 1. | „Kaze ni fukarete mo” (jap. 風に吹かれても)                        | Satori Shiraishi | Satori Shiraishi     | 3:41    |
| 2. | „Soredemo aruiteru” (jap. それでも歩いてる) (wyk. Hiragana Keyaki) | Kuniaki Saitō    | Kuniaki Saitō        | 4:11    |
| 3. | „Hiraishin” (jap. 避雷針)                                          | Nasuka           | Yūichi "Masa" Nonaka | 4:05    |
| 4. | „Kaze ni fukarete mo” (jap. 風に吹かれても) (off vocal ver.)       | Satori Shiraishi | Satori Shiraishi     | 3:41    |
| 5. | „Soredemo aruiteru” (jap. それでも歩いてる) (off vocal ver.)       | Kuniaki Saitō    | Kuniaki Saitō        | 4:11    |
| 6. | „Hiraishin” (jap. 避雷針) (off vocal ver.)                         | Nasuka           | Yūichi "Masa" Nonaka | 4:05    |

| DVD | DVD | DVD     |
| Nr  | Tytuł utworu | Długość |
| --- | --- | ------- |
| 1.  | „Kaze ni fukarete mo” (jap. 風に吹かれても) (music video) | 4:08    |
| 2.  | „Hiraishin” (jap. 避雷針) (music video) | 4:33    |
| 3.  | „Group hatten kigan no tabi ~Saitama-hen~” (jap. グループ発展祈願の旅 〜埼玉編〜) (Saitō Fuyuka, Satō Shiori, Shida Manaka, Harada Aoi, Hirate Yurina, Iguchi Mao, Kakizaki Memi, Sasaki Mirei) | 38:41   |

### Type-D
| CD | CD                                                                                  | CD               | CD               | CD      |
| Nr | Tytuł utworu                                                                        | Kompozycja       | Aranżacja        | Długość |
| -- | ----------------------------------------------------------------------------------- | ---------------- | ---------------- | ------- |
| 1. | „Kaze ni fukarete mo” (jap. 風に吹かれても)                                         | Satori Shiraishi | Satori Shiraishi | 3:41    |
| 2. | „Soredemo aruiteru” (jap. それでも歩いてる) (wyk. Hiragana Keyaki)                  | Kuniaki Saitō    | Kuniaki Saitō    | 4:11    |
| 3. | „Namiuchigiwa o hashiranai ka?” (jap. 波打ち際を走らないか?) (wyk. Aozora to MARRY) | Yasuo Sakai      | Yūsuke Itagaki   | 4:21    |
| 4. | „Kaze ni fukarete mo” (jap. 風に吹かれても) (off vocal ver.)                        | Satori Shiraishi | Satori Shiraishi | 3:41    |
| 5. | „Soredemo aruiteru” (jap. それでも歩いてる) (off vocal ver.)                        | Kuniaki Saitō    | Kuniaki Saitō    | 4:11    |
| 6. | „Namiuchigiwa o hashiranai ka?” (jap. 波打ち際を走らないか?) (off vocal ver.)       | Yasuo Sakai      | Yūsuke Itagaki   | 4:21    |

| DVD | DVD | DVD     |
| Nr  | Tytuł utworu | Długość |
| --- | --- | ------- |
| 1.  | „Kaze ni fukarete mo” (jap. 風に吹かれても) (music video) | 4:08    |
| 2.  | „Namiuchigiwa o hashiranai ka?” (jap. 波打ち際を走らないか?) (music video) | 4:48    |
| 3.  | „Group hatten kigan no tabi ~Chiba-hen~” (jap. グループ発展祈願の旅 〜千葉編〜) (Uemura Rina, Ozeki Rika, Oda Nana, Kobayashi Yui, Suzumoto Miyu, Ushio Sarina, Takase Mana, Higashimura Mei) | 39:36   |

### Edycja regularna
| CD | CD                                                                 | CD               | CD               | CD      |
| Nr | Tytuł utworu                                                       | Kompozycja       | Aranżacja        | Długość |
| -- | ------------------------------------------------------------------ | ---------------- | ---------------- | ------- |
| 1. | „Kaze ni fukarete mo” (jap. 風に吹かれても)                        | Satori Shiraishi | Satori Shiraishi | 3:41    |
| 2. | „Soredemo aruiteru” (jap. それでも歩いてる) (wyk. Hiragana Keyaki) | Kuniaki Saitō    | Kuniaki Saitō    | 4:11    |
| 3. | „Saiseisuru saibō” (jap. 再生する細胞) (wyk. Yui Imaizumi)         | Makoto Wakatabe  | Makoto Wakatabe  | 4:21    |
| 4. | „Kaze ni fukarete mo” (jap. 風に吹かれても) (off vocal ver.)       | Satori Shiraishi | Satori Shiraishi | 3:41    |
| 5. | „Soredemo aruiteru” (jap. それでも歩いてる) (off vocal ver.)       | Kuniaki Saitō    | Kuniaki Saitō    | 4:11    |
| 6. | „Saiseisuru saibō” (jap. 再生する細胞) (off vocal ver.)            | Makoto Wakatabe  | Makoto Wakatabe  | 4:21    |

## Skład zespołu
| „Kaze ni fukarete mo” |
| --- |
| - Kanji Keyaki: Nijika Ishimori, Yui Imaizumi, Rina Uemura, Rika Ozeki, Nana Oda, Minami Koike, Yui Kobayashi, Fuyuka Saitō, Shiori Satō, Manaka Shida, Yūka Sugai, Miyu Suzumoto, Nanako Nagasawa, Neru Nagahama, Mizuho Habu, Aoi Harada, Yurina Hirate (środek), Akane Moriya, Nanami Yonetani, Rika Watanabe, Risa Watanabe |

| „Soredemo aruiteru” |
| --- |
| - Hiragana Keyaki 1. gen.: Mao Iguchi, Sarina Ushio, Memi Kakizaki, Yūka Kageyama, Shiho Katō, Kyōko Saitō (środek), Kumi Sasaki, Mirei Sasaki, Mana Takase, Ayaka Takamoto, Mei Higashimura |

| „Kekkyoku, jā ne shika ienai”                                                              |
| ------------------------------------------------------------------------------------------ |
| - Kanji Keyaki: Nijika Ishimori, Nana Oda (środek), Fuyuka Saitō, Shiori Satō, Mizuho Habu |

| „NO WAR in the future” |
| --- |
| - Hiragana Keyaki 1. gen.: Mao Iguchi, Sarina Ushio, Memi Kakizaki (środek), Yūka Kageyama, Shiho Katō, Kyōko Saitō, Kumi Sasaki, Mirei Sasaki, Mana Takase, Ayaka Takamoto, Mei Higashimura - Hiragana Keyaki 2. gen.: Miku Kanemura, Hina Kawata, Nao Kosaka, Suzuka Tomita, Akari Nibu, Hiyori Hamagishi, Konoka Matsuda, Manamo Miyata, Miho Watanabe |

| „Hiraishin” |
| --- |
| - Kanji Keyaki: Nijika Ishimori, Yui Imaizumi, Rina Uemura, Rika Ozeki, Nana Oda, Minami Koike, Yui Kobayashi, Fuyuka Saitō, Shiori Satō, Manaka Shida, Yūka Sugai, Miyu Suzumoto, Nanako Nagasawa, Neru Nagahama, Mizuho Habu, Aoi Harada, Yurina Hirate (środek), Akane Moriya, Nanami Yonetani, Rika Watanabe, Risa Watanabe |

| „Namiuchigiwa o hashiranai ka?”                                                               |
| --------------------------------------------------------------------------------------------- |
| - Kanji Keyaki: Manaka Shida, Yūka Sugai (środek), Akane Moriya, Rika Watanabe, Risa Watanabe |

## Notowania
| Lista                             | Pozycja |
| --------------------------------- | ------- |
| Oricon Weekly Singles Chart       | 1       |
| Oricon Yearly Singles Chart       | 9       |
| Billboard Japan Hot 100           | 1       |
| Billboard Japan Hot Singles Sales | 1       |

## Sprzedaż
| Dane wg         | Sprzedaż |
| --------------- | -------- |
| Oricon          | 848 328  |
| Billboard Japan | 911 860+ |